# Ted Underwood
Ted Underwood és mestre de ciències de la informació a la Universitat d'Illinois i al departament d'anglès al College of Liberal Arts and Sciences.
Underwood confia en l'ús de la Intel·ligència Artificial per a explorar qüestions més profundes sobre la cultura i el coneixement i poder-se aplicar a les humanitats.

## Carrera
Ted Underwood també ha escrit llibres sobre la literatura dels segles XVIII i XIX i és actiu en un projecte de recerca que estudia els errors i el soroll paratextual que apareix a l'òptica dels llibres transcrits de manera digital i les conseqüències d'aquests errors a les conclusions històriques i humanístiques.
Fent ús de les grans llibreries digitals, ha estat emprant l'aprenentatge de màquines per a seguir la consolidació de la ficció de detectius i la ciència-ficció com a gèneres diferents i per a descriure les canviants assumpcions sobre el gènere dels personatges a la literatura des del 1780 fins al present.
Ha estat treballant amb grans LLM dins el sector de les humanitats, proposant la creació d'un model digital del llenguatge sobre l'escriptura humana. Això es dona quan, estudiant literatura anglesa amb eines digitals, es va adonar de la manca de bases de dades amb prou text. Tot i el llançament de Google Llibres, la informació seguia sent limitada. L'anàlisi lingüístic, però, va patir grans canvis amb la introducció dels LLM i la capacitat d'aquests de relacionar conceptes i coneixements. Underwood espera poder donar al llenguatge sistemàtic de les Intel·ligències Artificials un caràcter filosòfic i significatiu, de manera que contribuirà a que el món de la crítica literària millori.

## Intel·ligència Artificial i Humanitats
Underwood manté una visió esperançadora que assegura que la Intel·ligència Artificial ajudarà a la societat a pensar de manera reflexiva, i a descobrir noves veritats sobre la cultura humana.
Es sap que els bots de conversa són incapaços de llegir, únicament converteixen paraules en codis i resolen equacions. No poden establir opinions, però poden fer tasques interpretatives i recollir data. D'aquesta manera es podria entrenar un model digital de llenguatge en terabits d'escriptura humana.

## Llibres
- Distant Horizons (The University of Chicago Press Books, 2019).
- Why Literary Periods Mattered: Historical Contrast and the Prestige of English Studies (Stanford University Press, 2013)
- The Work of the Sun: Literature, Science and Political Economy 1760-1860 (New York: Palgrave, 2005).[6]